# Dipurena gemmifera
Dipurena gemmifera är en nässeldjursart som först beskrevs av Forbes 1848.  Dipurena gemmifera ingår i släktet Dipurena, och familjen Corynidae. Arten är reproducerande i Sverige.